# 사슴 사냥 게임
사슴 사냥 게임(stag hunt game)은 장 자크 루소의 이야기를 따서 만들어진 게임으로 ‘안전’과 ‘사회적 협력’ 사이의 갈등 관계를 설명하는 말이다. 이 이야기에서는 두 명의 사냥꾼은 각각 토끼나 사슴을 잡을 수 있다. 각 게임자는 상대편의 선택을 알지 못하고, 하나의 행동만 선택해야 한다. 만약 한 사람이 사슴을 잡고자 한다면, 그는 성공률을 높이기 위해 파트너와 협력을 해야 한다. 토끼는 홀로 사냥할 수 있지만, 토끼는 사슴보다 가치가 떨어진다. 이것은 사회적 협력의 중요한 필요성을 가져오게 된다.
사슴 사냥은 게임자가 각각 협력하고, 각각 변절하는 두 개의 ‘내시 균형’을 이루고 있다는 점에서 ‘죄수의 딜레마’와 다르다. 그러나 죄수의 딜레마에서는 파레토 효율을 가지고 있음에도 불구하고, 두 게임자가 변절할때는 하나의 내시 균형만 가진다.

## 삽화
인도네시아의 롬블렌 섬 라마레라에 사는 어부는 실제로 이러한 종류의 게임을 연중 하고 있다. 고래를 잡기 위해서는 선장, 항해사, 관측사와 뱃머리에 서서 작살을 던지는 배짱이 있는 사람이 필요하다. 1명이 빠진 것만으로 포경이 성공할 가능성은 매우 낮아진다. 하지만 어부는 해안에서 작은 먹이를 채집하고, 기타 사회 활동을 할 수도 있다. 어부는 다른 어부가 고래잡이에 참가한다면, 자신도 그것에 참가하고 싶다고 생각하고 있지만, 선원이 모자란다면 육지에 머물러도 상관없다고 생각한다.

## 게임이론에 의한 분석
전형적인 스태그 헌트 게임의 이득표는 다음과 같이 나타낼 수 있다. (stag = 사슴, rabbit = 토끼)
|        | stag | rabbit |
| ------ | ---- | ------ |
| stag   | 2, 2 | 0, 1   |
| rabbit | 1, 0 | 1, 1   |

스태그 헌트에서는 (stag, stag)가 순수 내시 균형이지만, (rabbit, rabbit) 역시 순수한 내시 균형이다. stag = 1, rabbit =0라는 식으로 전략을 숫자로 정의하면, 이득은 2개의 숫자의 최솟값에 의존한다. 즉, 이득으로 설명할 수 있다. 상대 선수가 stag를 선택할 확률이 높은 것으로 규정되어 있다면, 자신도 stag을 선택하여야 한다. 스태그 헌트의 전략적 불확실성은 플레이어 사이의 일반적인 동기(어떻게든 (stag, stag)로 협조하여 이득 2를 얻고 싶은 마음)와 플레이어의 개인적인 동기(상대가 rabbit을 선택하면 이득이 0이 될 위험을 방지하고 싶은 마음)이 대립하는 것에 의한 것이다.

## 참고 목록
- Skyrms, Brian. (2004) The Stag Hunt and Evolution of Social Structure. Cambridge: Cambridge University Press.

## 같이 보기
- 다원적 무지
- 죄수의 딜레마
- 사회 계약
- 크리스마스 정전